# Тадей Бжозовський
Тадей (Тадеуш) Бжозовський (пол. Tadeusz Brzozowski; 21 жовтня 1749, Кенігсберг — 5 лютого 1820, Полоцьк) — дев'ятнадцятий генерал Товариства Ісуса, перший глава ордену після його відновлення в 1814 році.

## Життєпис
Тадей Бжозовський народився в 1749 році в Кенігсберзі, в родині польського походження. У 1765 році вступив до ордену єзуїтів. Освіту здобув в єзуїтських колегіях в Слуцьку (1767—1770) і Несвіжі (1770—1773). Після розпуску Товариства Ісуса в 1773 році, переїхав до Вільна, де вивчав богослов'я. У 1775 році висвячений на священика.
Коли імператриця Катерина II відмовилася публікувати в Росії буллу про розпуск єзуїтів і дозволила їх існування в Російській імперії, Бжозовський переїхав у Полоцьк, де знову вступив до лав єзуїтів. Займався написанням та перекладом богословських творів (крім рідної польської він вільно володів російською, німецькою, французькою та латиною). Здобув популярність як здібний проповідник. Викладав у Орші (1784—1785) і Полоцьку (1785—1789); був префектом школи в Вітебську (1789—1791). У 1797 році був призначений секретарем Товариства, працював в тісному контакті з Гавриїлом Ленкевичем, Франциском Каре і Габріелем Грубером, які з 1782 по 1805 рік послідовно займали посаду генерального вікарія єзуїтів у Російській імперії.
У 1801 році папа Пій VII офіційно дозволив орден єзуїтів на території Російської імперії, а Франциск Каре, який займав у цей час посаду генерального вікарія, отримав право іменуватися «генералом Товариства Ісуса в Росії». У 1802 році Бжозовський був призначений помічником новообраного генерала Габріеля Грубера. Після загибелі останнього в 1805 році Бжозовський був обраний генералом, в 1805—1815 роках проживав у резиденції ордена в Санкт-Петербурзі.
До моменту його обрання Товариство вело активну роботу в Росії, в першу чергу в галузі освіти (єзуїтам належало 7 колегій), а загальне число членів ордена становило 333 особи. Під керівництвом Бжозовського єзуїти продовжили розширення своєї діяльності, були засновані місії в Моздоку (1806), Іркутську (1810) і Томську (1814). У 1812 році після клопотань Бжозовського цар Олександр I перетворив єзуїтську колегію в Полоцьку в академію, якій дарував права університету.

## Генерал Товариства Ісуса
Буллою від 7 серпня 1814 року «Sollicitudo omnium ecclesiarum» папа Пій VII відновив Товариство Ісуса і усі його права та привілеї. Тадей Бжозовський, таким чином, став очолювати не тільки єзуїтів Російської імперії, але і керувати всім відновленим орденом, ставши його дев'ятнадцятим генералом. Це викликало погіршення у відносинах між єзуїтами і імператорським двором, яке тільки посилювали скарги православного духовенства на збільшене число навернень в католицизм, яке пов'язували з діяльністю єзуїтів. Як підсумок, 20 грудня 1815 Олександр I видав указ, згідно з яким всі єзуїти на чолі з генералом висилалися з Санкт-Петербурга, а самому Бжозовському було заборонено залишати межі Російської імперії. З 1815 по 1820 рік проживав у Полоцьку.
Тадей Бжозовський помер 5 лютого 1820 року, похований у Полоцьку. Незабаром після його смерті єзуїти були вигнані з Росії, орденські колегії і академії скасовані, а майно передано в державну казну. Наступником Бжозовського на посаді генерала ордену став італієць Луїджі Фортіс, обраний 18 жовтня 1820 року в Римі.